# Buren
Buren este o comună și o localitate în provincia Gelderland, Țările de Jos. 

## Localități componente
Aalst, Asch, Beusichem, Buren, Eck en Wiel, Erichem, Ingen, Kerk-Avezaath, Lienden, Maurik, Ommeren, Ravenswaaij, Rijswijk, Zoelen, Zoelmond.